# Inside Man (série télévisée, 2022)
Pour les articles homonymes, voir Inside Man (homonymie).
Inside Man est une mini-série télévisée britannique en quatre épisodes de 60 minutes, créée par Steven Moffat et diffusée du 22 septembre au 4 octobre 2022 sur BBC One. Elle est également diffusée en continu depuis le 31 octobre 2022 sur Netflix.

## Synopsis
Harry Watling est un pasteur anglican, marié et père d'un adolescent. À la suite d’un quiproquo au sujet d'une clé USB, il se voit contraint de séquestrer le professeur particulier de mathématiques de son fils. Simultanément aux États-Unis, un ancien professeur de criminologie condamné à mort attend son exécution. Il vit ses derniers jours en aidant une jeune journaliste britannique qui souhaite lui consacrer un article. Celle-ci va permettre la connexion entre les deux affaires.

## Distribution

### Acteurs principaux
- David Tennant (VF : Sébastien Desjours) : Harry Watling, pasteur anglais
- Stanley Tucci (VF : Bernard Alane) : Jefferson Grieff, ancien professeur de criminologie, aujourd'hui dans le couloir de la mort
- Dolly Wells (VF : Françoise Cadol) : Janice Fife, professeur de mathématique
- Lydia West (VF : Justine Berger) : Beth Davenport, journaliste
- Lyndsey Marshal (VF : Marie Bouvier) : Mary Watling, femme de Harry

Acteurs principaux de la série
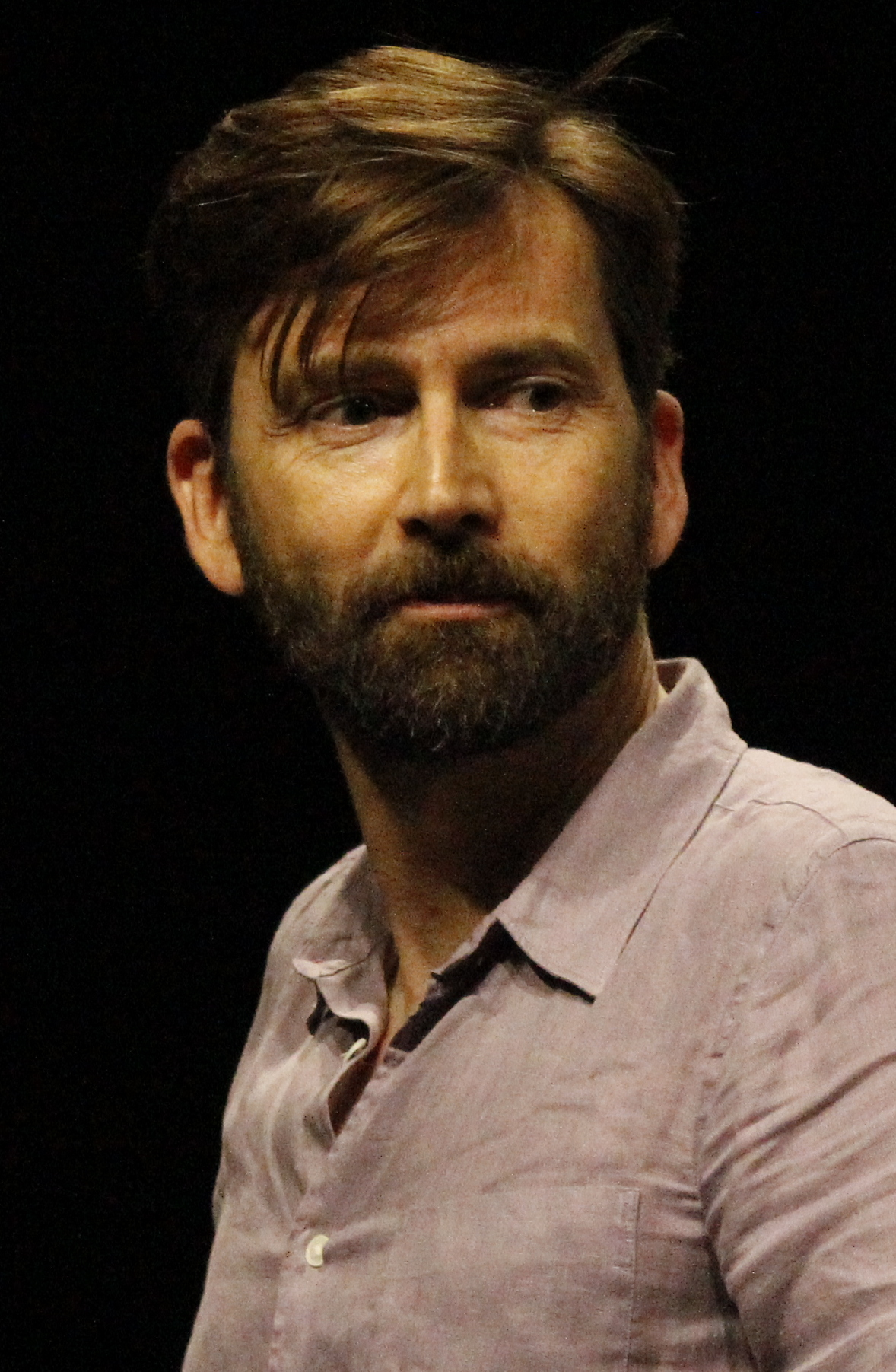
David Tennant
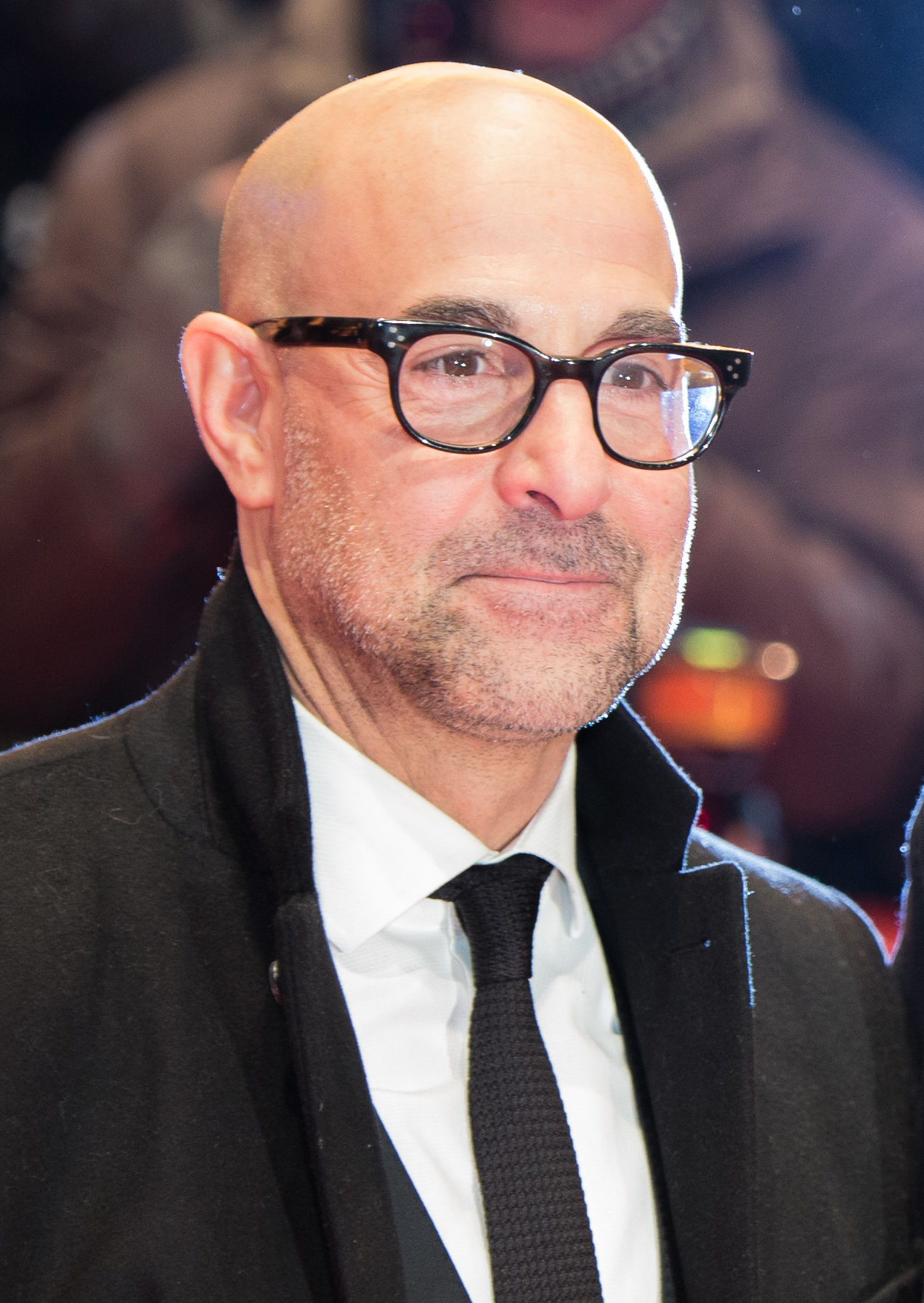
Stanley Tucci

### Acteurs récurrents
- Dylan Baker (VF : Thierry Buisson) : Casey, directeur de la prison
- Atkins Estimond (VF : Rody Benghezala) : Dillon Kempton, tueur en série, voisin de cellule et assistant de Jefferson Grieff
- Louis Oliver (VF : Esteban Oertli) : Ben Watling, fils de Harry
- Kate Dickie (VF : Isabelle Desplantes) : Morag, connaissance de Jefferson Grieff
- Mark Quartley (VF : Stéphane Ronchewski) : Edgar, bedeau de Harry
- Tilly Vosburgh (en) : Hilda, mère d'Edgar
- Boo Golding : DS Clyde
- Eke Chukwu : Keith, gardien de prison

 Source et légende : version française (VF) sur RS Doublage et carton de doublage français.

## Production

### Tournage
Le tournage débute le 28 juin 2021. Il se déroule à l'église St Andrew de Farnham, Godalming Railway Station, Godalming et Broad Street à Wokingham ainsi qu'aux Welcome Break Fleet Services à Fleet.
Le 4 octobre 2022, Steven Moffat annonce, à Radio Times, qu'il n'y a pas de suite prévue, la série étant clôturée après ces quatre épisodes.

### Fiche technique
Sauf indication contraire, les informations mentionnées dans cette section peuvent être confirmées par la base de données cinématographiques IMDb,  présente dans la section « Liens externes ».
- Titre original : Inside Man
- Réalisation : Paul McGuigan
- Scénariste : Steven Moffat
- Musique : David Arnold
- Direction artistique : Tegan Reg James, Laura Mayall et Harry Trow
- Décors : Arwel Jones
- Costumes : Jane Spicer
- Photographie : Tony Slater Ling
- Montage : Steve Ackroyd et Berny McGurk
- Casting : Kate Rhodes James
- Production : Sue Vertue
- Production déléguée : Ben Irving, Alex Mercer, Steven Moffat et Chris Sussman[4]
- Société de production : Hartswood Films
- Société de distribution : BBC Studios
- Pays de production :  Royaume-Uni
- Langue originale : anglais
- Format : couleur
- Genre : drame, thriller, policier
- Durée : 60 minutes
- Dates de première diffusion :
  - Royaume-Uni : 22 septembre 2022 sur BBC One ; 31 octobre 2022 sur Netflix
  - Monde : 31 octobre 2022 sur Netflix

## Épisodes
Les quatre épisodes ne sont pas titrés.

## Diffusion
Elle est diffusée le 26 septembre 2022 sur BBC One. Aux États-Unis, Netflix propose de la diffuser en continu depuis le 31 octobre 2022.

## Accueil
Sur Internet Movie Database, la série obtient 6.6⁄10 avec 14 371 critiques. Sur Rotten Tomatoes, 43 % avec 341 critiques spectateurs
En France, sur Allociné, on lit 3.2⁄5 pour 371 notes.